# 高雄市立鳳山國民中學
高雄市立鳳山國民中學，簡稱鳳山國中，是高雄市一所國民中學。前身私立誠正中學，1948年跟隨國民政府遷台，並在高雄縣鳳山復址。

## 歷史
鳳山國中，前身私立誠正中學，原為陸軍子弟學校，於1939年在黔南都勻（今貴州省都勻市）創建，後遷於黔北遵義（今貴州省遵義市），1948年跟隨國民政府遷台，復校於高雄縣鳳山。
1957年高雄縣政府接辦私立誠正中學，改制為「高雄縣立鳳山中學」
1968年因應省辦高中，縣市辦初中，改制為「高雄縣立鳳山國民中學」，並將其校內高中生移轉至省立鳳山高中。2010年12月因應五都升格，高雄縣市合併，全銜改名為「高雄市立鳳山國民中學」

## 歷任校長
- 第一任：朱　樸  1957年9月接辦私立誠正中學，係以教育科長身分兼代校長。
- 第二任：李士昆（1958年9月－1969年8月20日）
- 第三任：李善昌（1969年8月21日－1978年7月29日）
- 第四任：陳繼舜（1978年8月1日－1982年3月27日）
- 第五任：張光海（1982年9月1日－1988年8月31日）
- 第七任：林吉卿（1988年9月1日－1995年3月10日）
- 第八任：蕭光松（1995年3月11日－1999年7月31日）
- 第九任：涂新生（1999年8月1日－2005年7月31日）
- 第十任：陳麗容（2005年8月1日－2007年1月31日）
- 第十一任：蔡昭宏(代)（2007年2月1日－2007年7月31日）
- 第十二任：方明銀（2007年8月1日－2012年7月31日）
- 第十三任：曾宏定（2012年8月1日－2018年7月31日）
- 第十四任: 盧世昌（2018年8月1日-2023年2月1日)
- 第十五任: 陳子蓁（代）（2023年2月2日-2023年7月31日)
- 第十六任：林季玲（2023年8月1日迄今）

## 外部連結
- 高雄市立鳳山國民中學 （页面存档备份，存于）